# Musée du carnaval
 (avril 2023).
 (avril 2023).
La mise en forme du texte ne suit pas les recommandations de Wikipédia : il faut le « wikifier ».
Les points d'amélioration suivants sont les cas les plus fréquents :
- Les titres sont pré-formatés par le logiciel. Ils ne sont ni en capitales, ni en gras.
- Le texte ne doit pas être écrit en capitales (les noms de famille non plus), ni en gras, ni en italique, ni en « petit »…
- Le gras n'est utilisé que pour surligner le titre de l'article dans l'introduction, une seule fois.
- L'italique est rarement utilisé : mots en langue étrangère, titres d'œuvres, noms de bateaux, etc.
- Les citations ne sont pas en italique mais en corps de texte normal. Elles sont entourées par des guillemets français : « et ».
- Les listes à puces sont à éviter, des paragraphes rédigés étant largement préférés. Les tableaux sont à réserver à la présentation de données structurées (résultats, etc.).
- Les appels de note de bas de page (petits chiffres en exposant, introduits par l'outil «  Source ») sont à placer entre la fin de phrase et le point final[comme ça].
- Les liens internes (vers d'autres articles de Wikipédia) sont à choisir avec parcimonie. Créez des liens vers des articles approfondissant le sujet. Les termes génériques sans rapport avec le sujet sont à éviter, ainsi que les répétitions de liens vers un même terme.
- Les liens externes sont à placer uniquement dans une section « Liens externes », à la fin de l'article. Ces liens sont à choisir avec parcimonie suivant les règles définies. Si un lien sert de source à l'article, son insertion dans le texte est à faire par les notes de bas de page.
- La présentation des références doit suivre les conventions bibliographiques. Il est recommandé d'utiliser les modèles {{Ouvrage}}, {{Chapitre}}, {{Article}}, {{Lien web}} et/ou {{Bibliographie}}. Le mode d'édition visuel peut mettre en forme automatiquement les références.
- Insérer une infobox (cadre d'informations à droite) n'est pas obligatoire pour parachever la mise en page.

Pour une aide détaillée, merci de consulter Aide:Wikification.
Si vous pensez que ces points ont été résolus, vous pouvez retirer ce bandeau et améliorer la mise en forme d'un autre article.

Le Musée du Carnaval voit le jour au mois de juin 2019. Il se situe à Contes, dans l'arrière-pays niçois. Des fonds divers en rapport avec le carnaval y sont exposés et sont issus de la collection personnelle de son créateur : Sébastien Dalbera.

## Collections

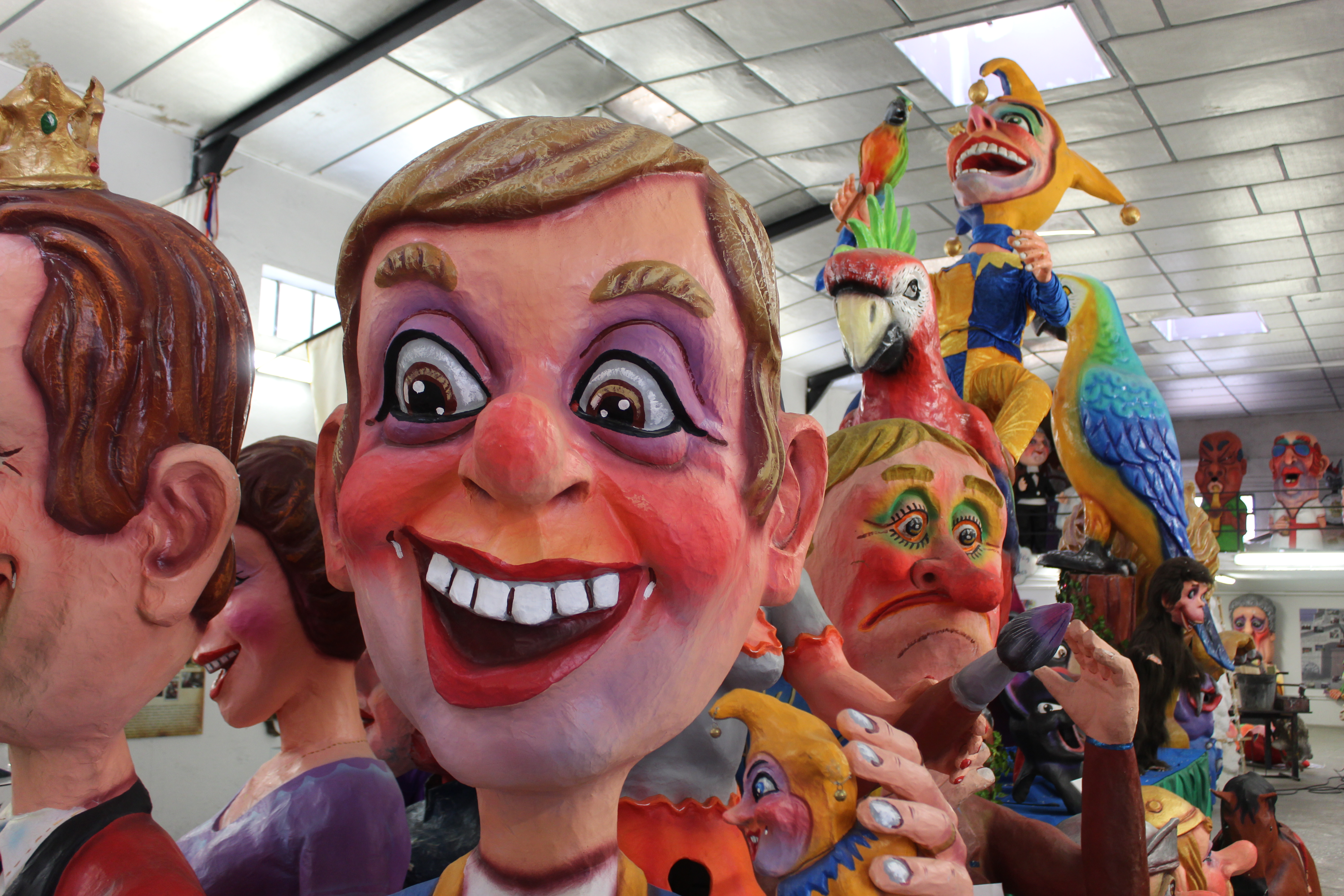
Musée du carnaval

### Carnaval de Nice
La plus large partie de l'établissement est consacrée à des fonds issus du carnaval de Nice, classés par ordre chronologique. La collection s'étend des "grosses têtes", éléments de char et maquettes aux photographies, croquis et affiches anciennes permettant aux visiteurs d'observer l'évolution de cet événement au fil du temps. La pièce la plus ancienne date de 1875.

### Arrière-pays niçois
Est aussi proposée une immersion au sein des carnavals organisés dans l'arrière-pays niçois, dans des communes telles que Saint-Martin-Vésubie, Châteauneuf Villevieille ou encore Lucéram. Il s'agit en effet d'événements faisant partie intégrante du patrimoine carnavalesque en région PACA (Provence Alpes Côte d'Azur).

### Bataille des fleurs
Le musée dispose d'un espace exclusivement consacré à la bataille des fleurs, une tradition célébrée à Nice depuis 1876. Différents objets en lien avec cette festivité et son histoire sont ainsi exposés, tels que des costumes issus de précédentes années et des charrettes qui étaient utilisées à l'époque.

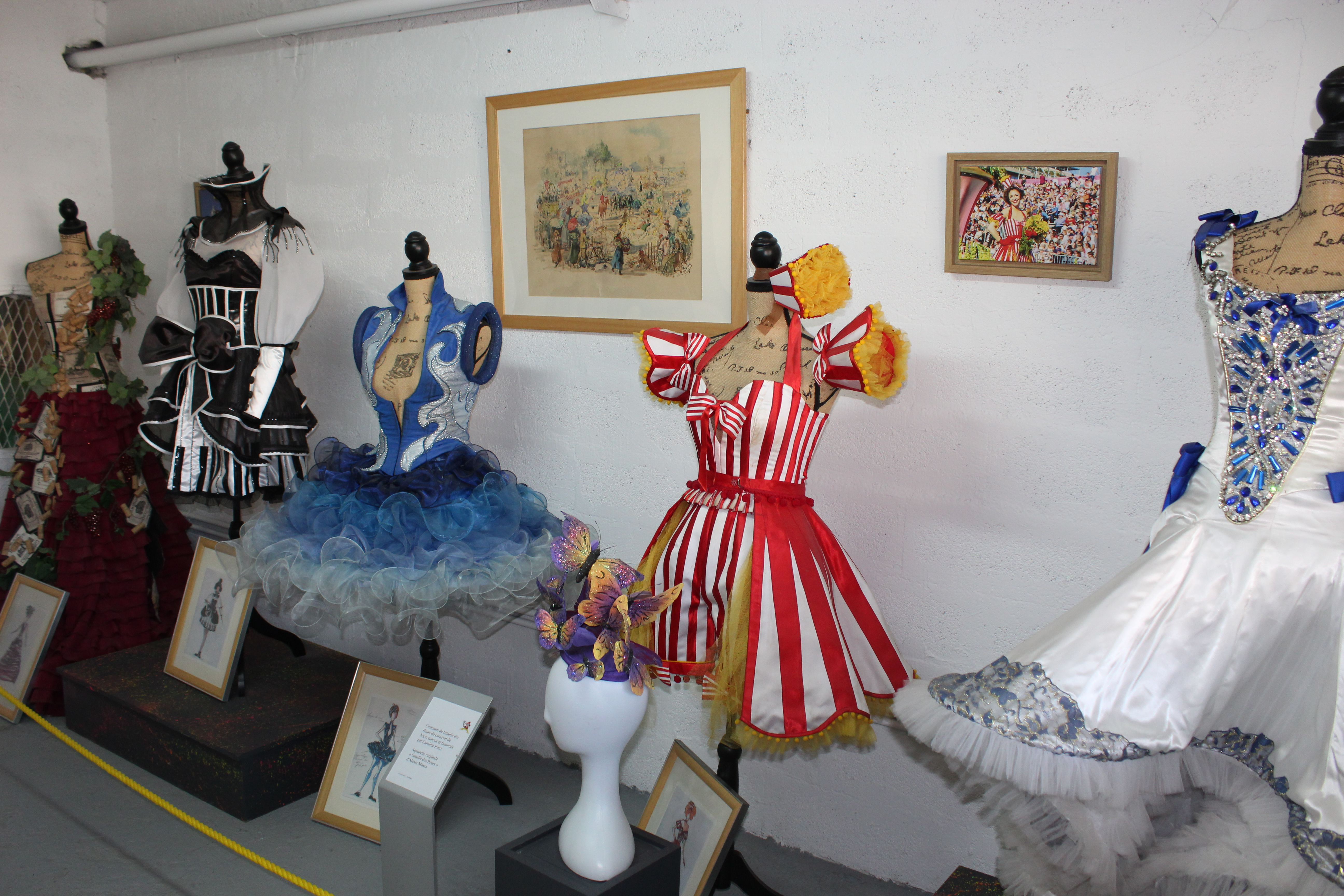
Costumes de précédentes batailles des fleurs

### Autres carnavals
Un des espaces du musée est consacré aux collections provenant de carnavals étrangers, comme les célèbres carnavals de Rio et de Venise, ainsi que celui de Viareggio en Italie, ou encore le carnaval de Dunkerque.